# 매슈 세인트 패트릭
매슈 세인트 패트릭(Mathew St. Patrick, 1968년 3월 17일 ~ )은 미국의 배우이다.

## 출연 작품

### 영화
- 네이비 씰 2 (1996)
- 에어 호크 (1998, Surface to Air)
- 타이드 오브 워 (2005, Tides of War)
- 워 (2007)
- 몽유병 (2008)
- 에이리언 레이더스 (2008)
- 볼 돈 라이 (2008, Ball Don't Lie)
- 캠퍼스 어택: 크리스티 처결단 (2014)
- 도 (2018, Doe)

### 텔레비전
- 마이크 해머, 프라이빗 아이 (1997, Mike Hammer, Private Eye)
- 제너럴 호스피털 (1997)
- 올 마이 칠드런 (1998-2000)
- 식스 핏 언더 (2001)